# KWK-Bonus
Mit der Novelle des Erneuerbare-Energien-Gesetzes (EEG) in Deutschland im Jahr 2009 wurde das Gesetz um eine zusätzliche Bonusvergütung, den KWK-Bonus erweitert. Während die Kraft-Wärme-Kopplung schon im EEG 2004 berücksichtigt und gesondert vergütet wurde, können Anlagenbetreiber mit der Anerkennung des KWK-Bonus des EEG 2009 einen um 50 % erhöhten Bonus beanspruchen. Mit der EEG-Novelle 2012 wurde der KWK-Bonus abgeschafft, weil die Abwärmenutzung von Biogasanlagen nun verpflichtend ist. Vor dem Hintergrund dieser Verpflichtung erschien eine Bonuszahlung nicht mehr sinnvoll. Der Bonus wurde daher in die Grundvergütung eingepreist.

## KWK-Bonus für Biogasanlagen
Die Kraft-Wärme-Kopplung bezuschusste Anlagen, die neben der Stromerzeugung im Blockheizkraftwerk der Biogasanlage auch Wärme für die eigene Nutzung oder die Einspeisung in das öffentliche Fernwärmenetz erzeugt. Seit 2009 werden somit Anlagen mit weiteren 3 Eurocent je Kilowattstunde begünstigt, während es vorher noch 2 Eurocent je Kilowattstunde waren. Diese Neuerung galt für Alt- wie auch Neuanlagen, die eine gesonderte Bezugsberechtigung nachweisen können. Mit der EEG-Novelle von 2012 ist der Bonus entfallen.